# Clément Balestra
Pour les articles homonymes, voir Balestra.
Clément Balestra, né le 24 février 1905 à Arles et mort le 14 novembre 1984 à Solliès-Toucas, est un homme politique français.

## Détail des fonctions et des mandats
Mandats parlementaires
- 26 avril 1959 - 22 septembre 1968 : Sénateur du Var
- 22 septembre 1968 - 2 octobre 1977 : Sénateur du Var